# 東京大学大学院情報学環・学際情報学府
東京大学大学院情報学環（とうきょうだいがくだいがくいんじょうほうがっかん、英称：Interfaculty Initiative in Information Studies、略称：III）および東京大学大学院学際情報学府（とうきょうだいがくだいがくいんがくさいじょうほうがくふ、英称:Graduate School of Interdisciplinary Information Studies）は、東京大学に設置されている研究科以外の教育研究上の基本組織の一つである。

## 概要

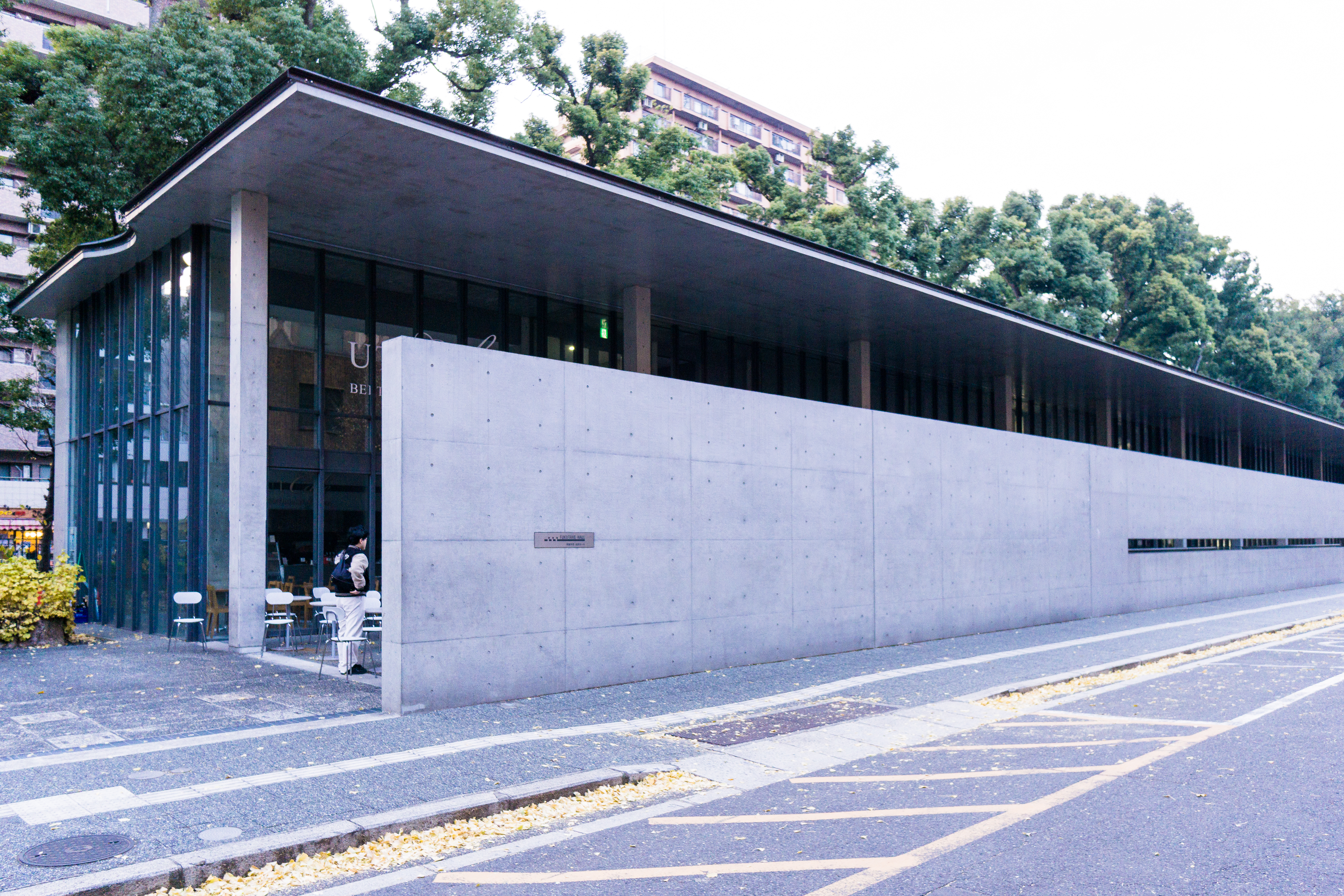
情報学環・福武ホール

教員と情報学環教育部生のみが所属する研究組織である「情報学環」と、学生（大学院生）が所属する教育機関である「学際情報学府」が対になっている大学院組織である。情報学環の基幹教員だけでなく、他部局から数年の期間で情報学環に移動する流動教員によって構成されているのが特徴である。

## 沿革
情報学環・学際情報学府は2000年4月に文理融合の情報学を研究する組織として発足した。2004年4月1日に社会情報研究所を統合し、より学際的な情報学を研究する組織となった。

### 社会情報研究所
1929年10月1日に文学部に設置された新聞研究室が、1949年5月31日に東京大学の附置研究所となって新聞研究所が発足した。この新聞研究所を1992年4月1日に改組して設立されたのが社会情報研究所である。2004年4月1日に大学院情報学環・学際情報学府と統合した。同研究所の教育部は情報学環教育部に受け継がれている。
新聞研究所、社会情報研究所、大学院情報学環・学際情報学府という三つの研究所名の変遷は、単なる名称の変更ではなく、社会におけるメディアとその研究内容の変化・拡張に沿うものであった。なお、新聞研究所、社会情報研究所には大学院の名は冠されていないものの、いずれも教育部研究生のほか大学院の学生が在籍する研究所であった。

## 組織

### 情報学環
「学際情報学圏」と「社会情報学圏」の2つの学圏で構成されている。
- 学際情報学圏
  - 情報生命・思想学域
  - 情報システム・言語学域
  - 情報表現・造形学域
  - 情報環境・認知学域
  - 情報社会・制度学域
- 社会情報学圏
  - ジャーナリズム・メディア学域
  - 情報行動・機能学域
  - 情報法・政策学域
  - 情報経済・産業学域
  - 情報文化・歴史学域

### 情報学環教育部
学際情報学府とは別に、旧：社会情報研究所教育部を引き継いだ情報学環教育部が設置されている。

### 学際情報学府
学際情報学専攻1専攻の中に5つのコースが置かれている。2008年10月に新設されたアジア情報社会コースは、「現代アジアの諸社会や国際関係に関する基礎素養を持つ海外の学生」を主対象としており、講義等をすべて英語で行い、学年は10月開始となっている。
- 学際情報学専攻
  - 文化・人間情報学コース
  - 社会情報学コース
  - 先端表現情報学コース（旧：学際理数情報学コース、2009年4月に名称変更）
  - 総合分析情報学コース
  - アジア情報社会コース
  - 生物統計情報学コース (2018年4月開設)

### 附属施設
情報学環附属
- 社会情報研究資料センター
- 総合防災情報研究センター
- ユビキタス情報社会基盤研究センター
- 現代韓国研究センター

## 歴代学環長
学環長は、学際情報学府長との兼任。
| 代 | 期間                                             | 氏名     | 備考  |
| -- | ------------------------------------------------ | -------- | ----- |
| 01 | 2000年（平成12年）4月 - 2002年（平成14年）3月    | 濱田純一 |       |
| 02 | 2002年（平成14年）4月 - 2004年（平成16年）3月    | 原島博   |       |
| 03 | 2004年（平成16年）4月 - 2006年（平成18年）3月    | 花田達朗 |       |
| 04 | 2006年（平成18年）4月 - 2009年（平成21年）3月    | 吉見俊哉 |       |
| 05 | 2009年（平成21年）4月 - 2012年（平成24年）3月    | 石田英敬 |       |
| 06 | 2012年（平成24年）4月 - 2015年（平成27年）3月    | 須藤修   |       |
| 07 | 2015年（平成27年）4月 - 2018年（平成30年）3月    | 佐倉統   |       |
| 08 | 2018年（平成30年）4月 - 2019年（平成31年）8月    | 田中秀幸 | [ 4 ] |
| 09 | 2019年（平成31年）8月30日 - 2021年（令和3年）3月 | 越塚登   | [ 5 ] |
| 10 | 2021年（令和3年）4月 - 2024年（令和6年）3月      | 山内祐平 | [ 6 ] |
| 11 | 2024年（令和6年）4月‐現職                        | 目黒公郎 |       |

## 本学府出身の有名人
- 落合陽一（芸術家、情報学者）
- ドミニク・チェン（情報学者）
- 鈴木涼美（作家）
- 吉田尚記（ニッポン放送アナウンサー）